# Gulnara Mehmandarova
Gulnara Mehmandarova (en azerí: Gülnarə Mehmandarova; 1 de septiembre de 1959 (65 años) es una arquitecta, investigadora (historiadora de la arquitectura y del arte); y, miembro correspondiente de la Academia Internacional de Arquitectura de Países Orientales.  Gulnara Kamal Mehmandarova posee un doctorado en teoría e historia de la arquitectura y en restauración arquitectónica de monumentos patimoniales arquitectónicos. Ha publicado más de setenta artículos científicos.

## Trabajos en sitios del Patrimonio Mundial, UNESCO

### Listado de Patrimonio de la Humanidad (WHL), UNESCO[4]
Documentos para la inclusión de monumentos arquitectónicos para la Lista de Patrimonio de la Humanidad, de la UNESCO, que se convirtió en el primer lugar en Azerbaiyán en ser clasificado como Patrimonio de la Humanidad, por la UNESCO, fueron preparados por Gulnara Mehmandarova:

#### Ciudad interior "Icheri sheher"
En 2000, la Ciudad amurallada de Bakú (Azerbaiyán) con el Palacio de Shirvanshah y la Torre de la Doncella, fue declarada Patrimonio de la Humanidad (WHL) UNESCO:
- Ciudad amurallada de Bakú;
- Palacio de los Shirvanshah;
- Torre de la Doncella de Bakú.

Y, documentos para la inclusión de monumentos arquitectónicos para una Tentativa Lista de Patrimonio de la Humanidad, de la UNESCO enviados por Gulnara Mehmandarova.

#### Templo de Fuego "Ateshgah"
- En 1998, el Templo de Fuego "Ateshgah" en el Raión de Surakhany (Azerbaiyán) fue nominado para la Lista de Patrimonio de la Humanidad, de la UNESCO.[6][9]

#### Mausoleos de Nakhichevan
- En 1998, los siguientes mausoleos en Najicheván (Azerbaiyán) fueron nominados para la Lista de Sitios Patrimonio de la Humanidad, de la UNESCO:[7]
- Mausoleo del hijo de Yusif Kuseyir;

- Mausoleo de Momine Khatun;

- Mausoleo de Gulustan;

- Mausoleo en la villa de Karabaglar

#### Palacio de Shaki Khans
En 2001, el Palacio de los Şəki Khans (Şəki, Azerbaiyán) fue nominado para la Lista de Sitios Patrimonio de la Humanidad, de la UNESCO.

## Obra con el Consejo Internacional de Monumentos y Sitios (ICOMOS)
- ICOMOS-CIVVIH — miembro del Comité Científico Internacional sobre Pueblos Históricos y Pueblos de ICOMOS;[10]

- ICOMOS-IWC — miembro del Comité Internacional Científico de la Madera de ICOMOS;

- Presidencia de Azerbaiyán en el Comité del Consejo Internacional de Monumentos y Sitios (ICOMOS)

## Honores

### Membresías en Uniones de Arquitectos
- Asociación Nacional de Arquitectos de Noruega;

- Sociedad para la preservación de monumentos antiguos de Noruega;

- Academia Internacional de Arquitectura de los Países Orientales;

- Unión de Arquitectos de Azerbaiyán;

- Unión de Arquitectos de la URSS — Unión Soviética.